# Superliga 1976/77
Die Saison 1976/77 war die fünfte Spielzeit der Superliga, der höchsten spanischen Eishockeyspielklasse. Meister wurde zum ersten Mal in der Vereinsgeschichte der CH Casco Viejo Bilbao.

## Hauptrunde

### Modus
In der Hauptrunde spielte jede der neun Mannschaften gegen jeden Gegner in Hin- und Rückspiel und absolvierte somit insgesamt 16 Spiele. Meister wurde am Saisonende der Erstplatzierte. Für einen Sieg erhielt jede Mannschaft zwei Punkte, bei einem Unentschieden gab es ein Punkt und bei einer Niederlage null Punkte.

### Tabelle
|    | Klub                   | Sp | S  | U | N  | Tore   | Punkte |
| -- | ---------------------- | -- | -- | - | -- | ------ | ------ |
| 1. | CH Casco Viejo Bilbao  | 16 | 15 | 1 | 0  | 156:40 | 31     |
| 2. | FC Barcelona           | 16 | 14 | 0 | 2  | 204:41 | 28     |
| 3. | CH Txuri Urdin         | 16 | 9  | 2 | 5  | 148:52 | 20     |
| 4. | CH Jaca                | 16 | 8  | 0 | 8  | 104:93 | 16     |
| 5. | CH Las Palmas          | 16 | 6  | 1 | 9  | 68:104 | 13     |
| 6. | CH Barcelona-Catalunya | 16 | 5  | 1 | 10 | 87:122 | 11     |
| 7. | CH Portugalete         | 16 | 5  | 0 | 11 | 53:154 | 10     |
| 8. | CH Sevilla             | 16 | 5  | 0 | 11 | 52:130 | 10     |
| 9. | CG Puigcerdà           | 16 | 2  | 1 | 13 | 42:178 | 5      |

Sp = Spiele, S = Siege, U = unentschieden, N = Niederlagen, OTS = Overtime-Siege, OTN = Overtime-Niederlage, SOS = Penalty-Siege, SON = Penalty-Niederlage